# Simulium chongqingense
Simulium chongqingense är en tvåvingeart som beskrevs av Zhu och Wang 1995. Simulium chongqingense ingår i släktet Simulium och familjen knott.
Artens utbredningsområde är Sichuan (Kina). Inga underarter finns listade i Catalogue of Life.